# August Streufert
August Karl Hans Streufert (* 5. August 1887 in Negast bei Stralsund; † 26. Dezember 1944 im KZ Neuengamme bei Hamburg) war ein deutscher Politiker (SPD).

## Leben und Wirken
Streufert wuchs auf einem Bauernhof bei Stralsund auf. Er entstammte der jeweils zweiten Ehe beider seiner Elternteile. Aus den früheren Ehen seiner Eltern hatte er sowohl väterlicher- als auch mütterlicherseits mehrere Halbgeschwister.
Nach dem Besuch der Volksschule erlernte Streufert das Tischlerhandwerk. Im Anschluss an seine Ausbildung arbeitete er drei Jahre bei verschiedenen Tischlermeistern Pommerns, Mecklenburgs und Holsteins. Von August 1908 bis 1914 war Streufert in der Stralsunder Holzbearbeitungsindustrie tätig. Zur selben Zeit schloss er sich auch der Sozialdemokratischen Partei Deutschlands (SPD) an.

### Erster Weltkrieg und Weimarer Republik
Ab 1914 nahm Streufert am Ersten Weltkrieg teil, den er größtenteils an der französisch-deutschen Front erlebte. Infolge einer schweren Kriegsverwundung, er erlitt einen Brustschuss, der einen Lungenflügel kollabieren ließ, war Streufert nach dem Krieg nicht mehr in der Lage, seinem erlernten Beruf nachzugehen, da er sich aufgrund seiner anfällig gewordenen Lunge von der staubbelasteten Umgebung einer Tischlerwerkstatt fernhalten musste. Stattdessen erhielt er im Dezember 1921 eine Anstellung beim Arbeitsamt Stralsund, in dem er als Arbeitsvermittler und stellvertretenden Geschäftsführer tätig war. Am 1. Oktober 1928 wurde er von der Reichsanstalt für Arbeitsvermittlung und Arbeitslosenversicherung als Abteilungsleiter übernommen. Zur selben Zeit heiratete Streufert. Aus der Ehe gingen zwei Söhne hervor. Außerdem adoptierte Streufert ein Mädchen.
Parallel zu seiner Karriere im Staatsdienst begann Streufert in den 1920er Jahren sich mit wachsendem Erfolg in seiner Partei, zu engagieren. Er nahm als Abgeordneter verschiedene politische Ämter wahr. Seit März 1919 war er Stadtverordneter in Stralsund. Zudem gehörte er dem Bürgerschaftlichen Kollegium seiner Heimatstadt Stralsund an, ab 1921 war er Fraktionsvorsitzender der SPD. Ab 1929 saß er auch als Volksvertreter im Provinziallandtag der Provinz Pommern und von September 1930 bis November 1932 für den Wahlkreis 6 im Reichstag in Berlin.

### Zeit des Nationalsozialismus
Nach der Machtübernahme der NSDAP sah Streufert sich in wachsendem Maße politischer Verfolgung ausgesetzt. Im August 1933 wurde er von der Regierung zum Staatsfeind erklärt und aus dem Staatsdienst entlassen. Da zugleich ein Verbot an Dritte ausgesprochen wurde, Streufert zu beschäftigten, unterlag er fortan de facto einem Berufsverbot. Seine Frau ließ sich von ihm scheiden.
Den Großteil der nationalsozialistischen Diktatur erlebte Streufert in der Gemeinde Raisdorf bei Kiel, wo er sich mit seiner zweiten Ehefrau Ella (Elli), seinem zweiten Sohn aus erster Ehe und einem der neuen Ehe entstammenden Sohn in einem kleinen Einfamilienhaus niederließ. Seinen Lebensunterhalt verdiente er mit einem kleinen Laden, den er bald wieder schließen musste, da sich nur wenige Kunden in das von der SA mit diffamierenden Parolen beschriebene Geschäft hineintrauten, und später durch den Verkauf von Gemüse auf einem Wochenmarkt und als Mitarbeiter der deutschen Niederlassung einer niederländischen Firma. Als ehemaliger Parlamentarier sah er sich in den folgenden Jahren beständiger Drangsalierung durch staatliche Stellen und insbesondere auch durch die Gestapo ausgesetzt, die ihn seit 1934 wiederholt in Haft nahm. Als Gegner des NS-Regimes betätigte Streufert sich in den 1930er Jahren in der sozialdemokratischen Untergrundbewegung. Während des Krieges half er Verfolgten des NS-Regimes wie Juden und abgeschossenen britischen und amerikanischen Piloten sich zu verstecken und ins Ausland abzusetzen.
Einige Wochen nach dem Attentat vom 20. Juli 1944 wurde Streufert im Zuge der sogenannten Aktion Gewitter im August 1944 verhaftet und in das Konzentrationslager Neuengamme verschleppt, wo er im Dezember 1944 starb. In der offiziellen Todesmitteilung des Lagerkommandanten an Streuferts Frau wurde sein Tod auf eine Lungenentzündung zurückgeführt. Unbelegt aber durchaus wahrscheinlich ist die von seinem Sohn vermutete Misshandlung Streuferts durch das Lagerpersonal.

## Gedenken

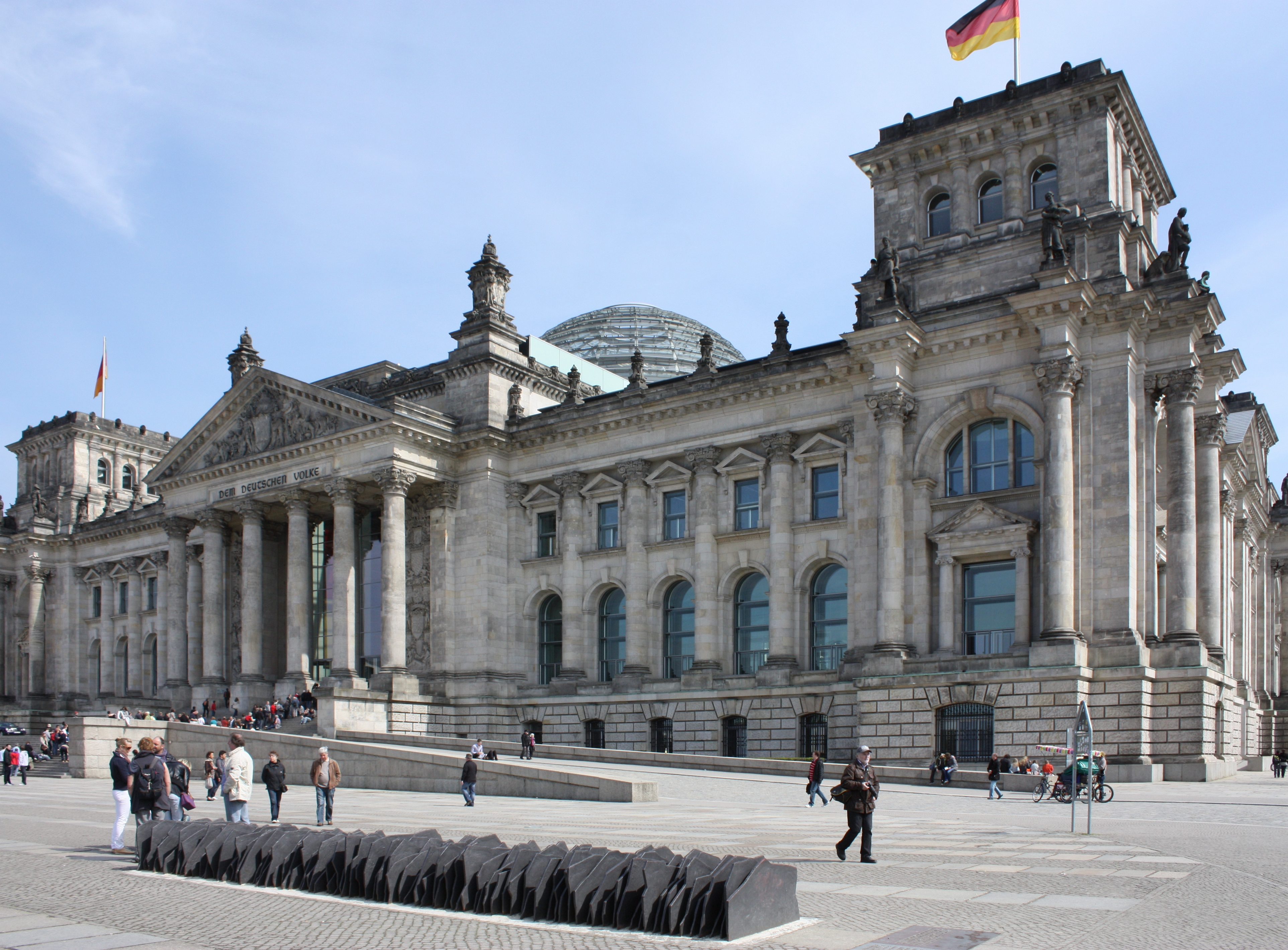
Gedenktafeln am Reichstag

Heute sind der August-Streufert-Weg in Stralsund und die August-Streufert-Straße in Raisdorf nach ihm benannt. Zudem ist Streufert eine Platte des Denkmals zur Erinnerung an 96 von den Nationalsozialisten ermordete Reichstagsabgeordnete vor dem Reichstagsgebäude in Berlin gewidmet.